# Discospirinidae
Discospirinidae es una familia de foraminíferos bentónicos de la superfamilia Nubecularioidea, del suborden Miliolina y del orden Miliolida. Su rango cronoestratigráfico abarca desde el Mioceno medio hasta la Actualidad.

## Discusión
Clasificaciones previas incluían a Discospirinidae en la superfamilia Cornuspiroidea.

## Clasificación
Discospirinidae incluye al siguiente género:
- Discospirina

Otros géneros considerados en Discospirinidae son:
- Cyclophthalmidium, aceptado como Discospirina
- Krumbachina, aceptado como Discospirina